# 100416 Syang
100416 Syang este o planetă minoră (asteroid) din centura de asteroizi. A fost descoperită pe 2 februarie 1996 la National Research Council Canada⁠(d) de David D. Balam și a fost numită după Stephenson Yang⁠(d). 
Obiectul prezintă o orbită caracterizată de o semiaxă mare de 1,9203821123147 UAi, o excentricitate de 0,12, o înclinație de 17,318 ° în raport cu ecliptica.